# 尼科洛·德尔·阿巴特
尼科洛·德尔·阿巴特（Niccolò dell'Abbate，1512年—1571年），文艺复兴时期欧洲艺术家。他以在博洛尼亚绘制墙面装饰和肖像开始他的艺术生涯，后于1552年来到法兰西，协助枫丹白露宫的绘画工作。他的神话风景画给17世纪的法国艺术家以启示。